# Valdarno
Het Valdarno is het dal van de rivier de Arno tussen Arezzo en Pisa in de  Italiaanse regio Toscane. De bovenloop in het Casentino en de stedelijke gebieden rond Arezzo, Florence en Pisa worden niet tot het Valdarno gerekend. Het Valdarno valt daardoor in twee gebieden te onderscheiden: het Valdarno Superiore (Hoge Arnodal) en het Valdarno Inferiore (Lage Arnodal).

## Valdarno Superiore
Het Valdarno Superiore is een landschappelijk zeer gevarieerd gebied tussen Arezzo en Pontassieve. De Arno stroomt hier door een bekken tussen twee bergketens van de Apennijnen: de Pratomagno (hoogte 1591 m) en het Chianti-gebergte (Monte del Chianti - hoogste punt 809 m). Het Valdarno heeft een vrij smalle vlakke dalbodem op 110-180 m bovenzeeniveau.
Het bekken vindt zijn oorsprong als een klein meer in het Boven-Plioceen en een groter meer in het Villafranchien (Onder-Pleistoceen). Deze meren zijn opgevuld met sedimenten tot de huidige hoogte van circa 300 meter. Na versnijding door de Arno en de vele zijrivieren is hier een golvend heuvelland ontstaan met karakteristieke geërodeerde steilwanden (de balze). In de Pliocene en Pleistocene sedimenten zijn fossielen gevonden van onder andere olifanten, mastodonten, neushoorns, beren, nijlpaarden en tapirs. In de Pliocene klei wordt bruinkool aangetroffen.
De geologie heeft ook de overige landschappen sterk beïnvloed. De hoogste delen van de Pratomagno-keten hebben een Alpien landschap met weiden en lage temperaturen. De lagere delen en het Chiantigebergte worden gekenmerkt door een aaneenschakeling van karakteristieke, beboste convexe hellingen. De grootste bewoningskernen lagen oorspronkelijk op de grens van het heuvelland en de smalle Holocene dalbodem van de Arno. In de laatste decennia is de dalbodem voor zeer grote delen bebouwd. De na de Tweede Wereldoorlog sterk ontvolkte heuvels zijn de laatste jaren weer sterk in trek als aantrekkelijke vakantie- en woongebieden. Uit de hoger gelegen delen was de bevolking al in de eerste helft van de 20e eeuw vertrokken, waarna het gebied grotendeels veranderde in bos en natuur.
In de middeleeuwen was het Valdarno Superiore gelegen tussen de rivaliserende steden Arezzo en Florence.
In de driehoek tussen San Giovanni Valdarno, Cavriglia en Montevarchi vindt op grote schaal bruinkoolwinning plaats in dagbouw. In samenhang hiermee ontstond begin 20e eeuw zware industrie rond San Giovanni.
Het Valdarno wordt doorsneden door de belangrijkste noord-zuidverbindingen van Italië: de hogesnelheidslijn Milaan - Rome, de oude hoofdspoorlijn Florence - Rome en de Autostrada del Sole (A1).
De grootste plaatsen zijn Montevarchi, San Giovanni Valdarno, Figline Valdarno, Terranuova Bracciolini, Incisa in Val d'Arno en Reggello.

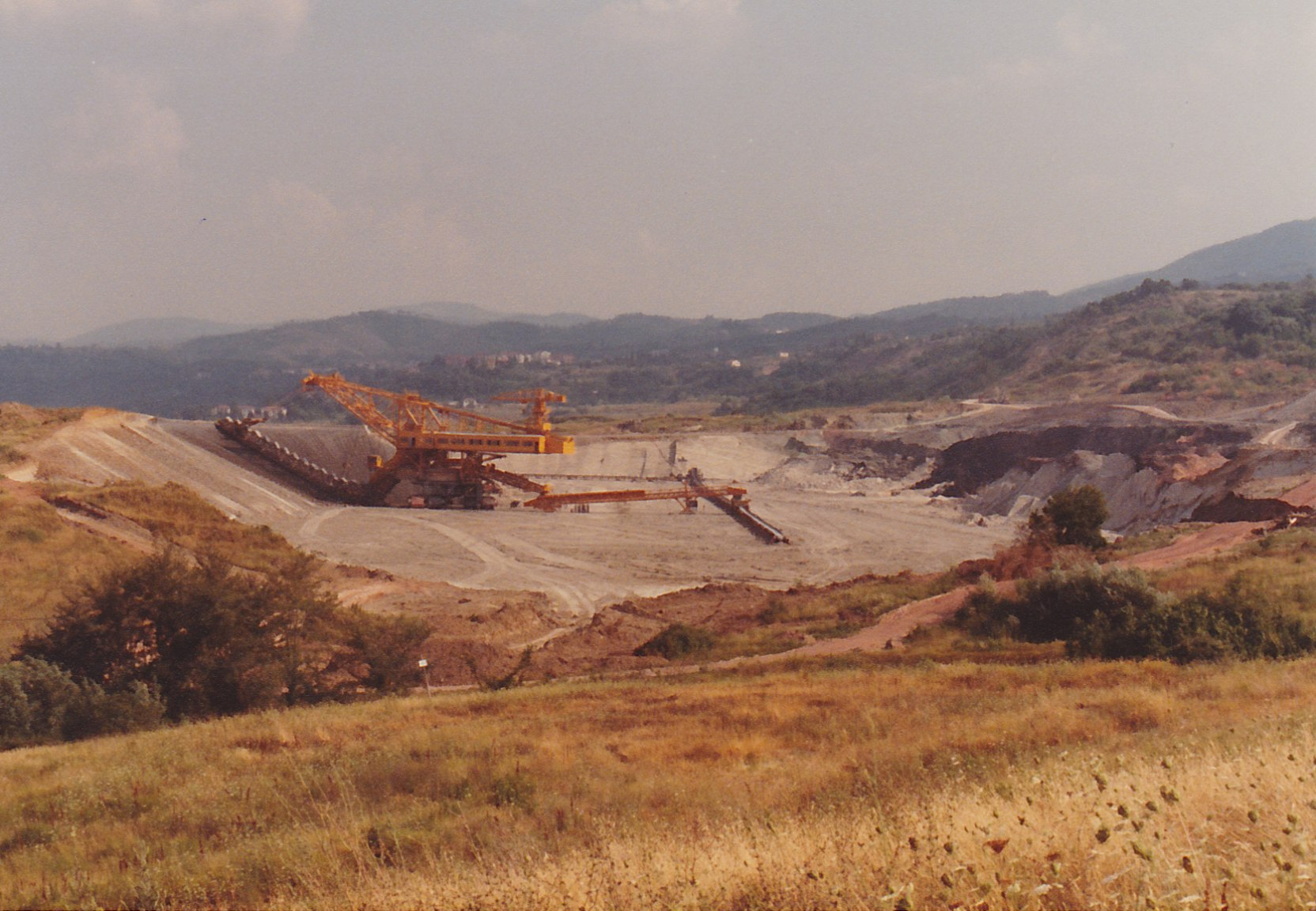
bruinkoolwinning in dagbouw nabij Cavriglia
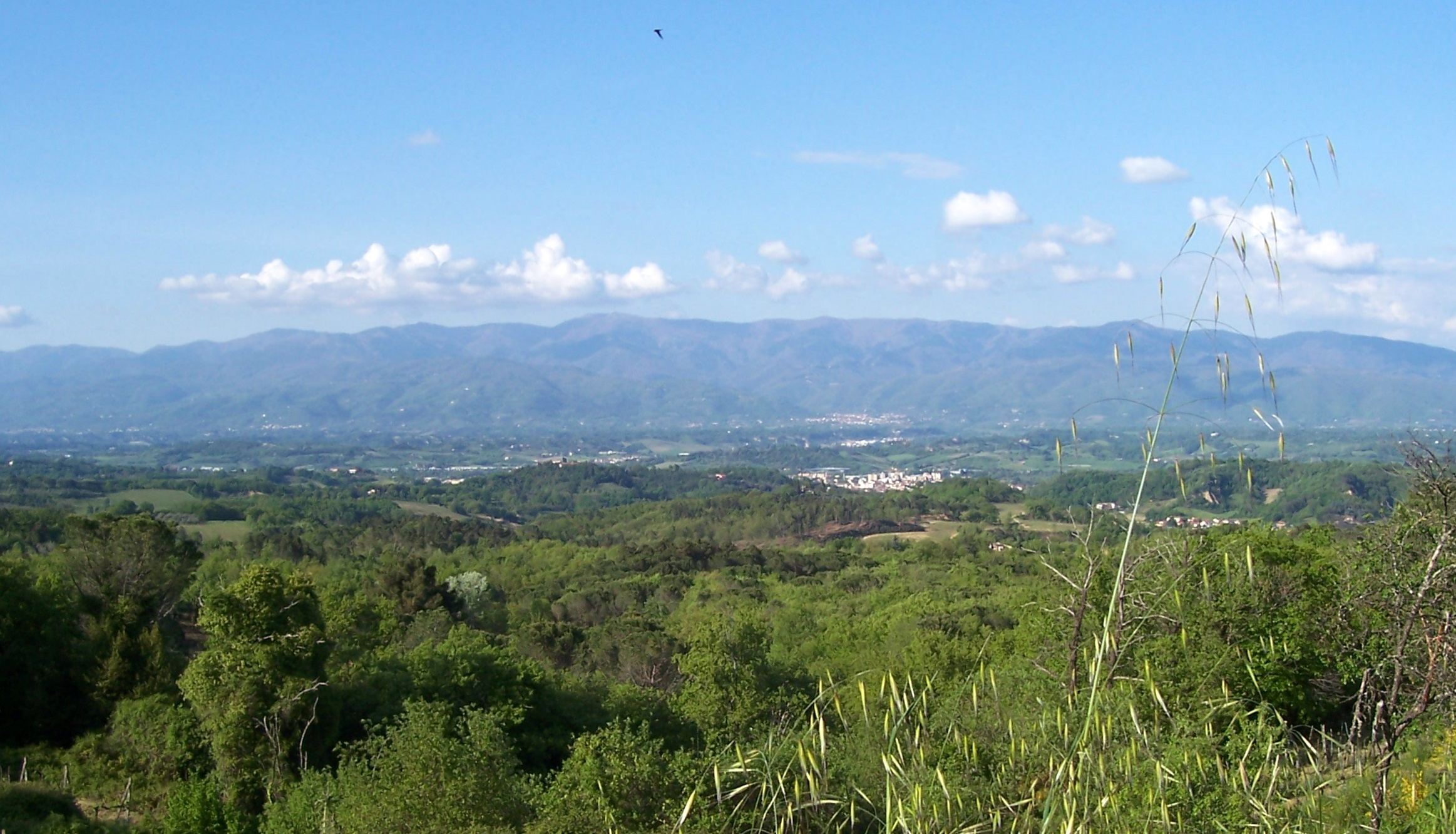
Valdarno Superiore bij Montevarchi
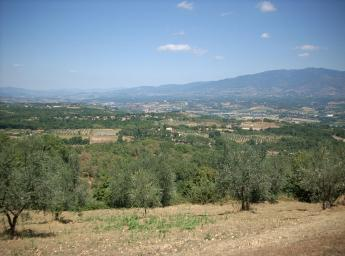
Valdarno bij Figline
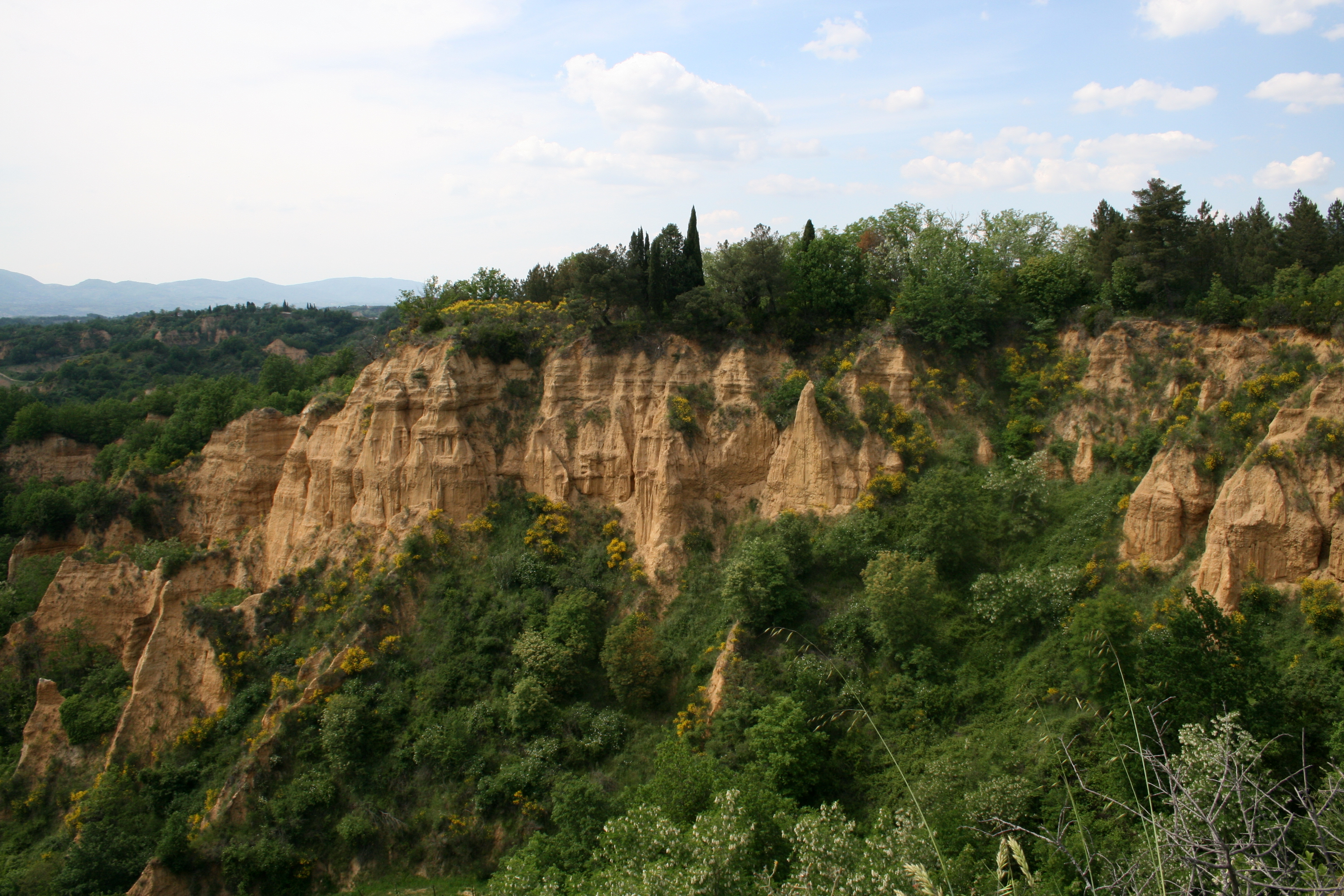
De balze (geërodeerde steilwanden) bij Castelfranco di Sopra

## Valdarno Inferiore
Het Valdarno Inferiore is het laag gelegen deel tussen de steden Florence en Pisa. Dit gebied heeft weinig reliëf. Aan de noordzijde liggen de Toscaans-Emiliaanse Apennijnen, aan de zuidzijde een uitgestrekt heuvelland.
Er zijn hier veel grote bevolkingsconcentraties, zoals de steden Empoli en Pontedera. Het gebied wordt doorsneden door twee snelwegen van Florence naar Pisa, Livorno en Lucca, en spoorlijnen tussen deze plaatsen.
De belangrijkste plaatsen zijn Montelupo Fiorentino, Capraia e Limite, Empoli, Santa Croce sull'Arno, Montopoli in Val d'Arno, San Miniato, Pontedera en Cascina.